# Man's Not Hot
Man's Not Hot è una novelty del rapper britannico Big Shaq, pseudonimo di Michael Dapaah, ed è il suo primo singolo sotto questo pseudonimo. È stato pubblicato il 27 settembre 2017 dall'etichetta discografica Island Records.

## Antefatti e descrizione
Il 29 agosto 2017 Michael Dapaah venne ospitato dall'emittente radiofonica BBC Radio 1Xtra, interpretando entrambi i suoi personaggi MC Quakez e Roadman Shaq, dove fece un freestyle sulla base di Let's Lurk dei 67 e di Giggs. Il freestyle divenne virale su YouTube, e nacquero molti meme di internet su di esso. Michael Dapaah cambiò il suo pseudonimo in Big Shaq dopo l'acquisita popolarità, e trasformò la sua traccia freestyle in un singolo commerciale chiamato "Man's Not Hot", pubblicato dalla Island Records il 27 settembre 2017.
Fu creata una cover della canzone dal collettivo hip-hop dei The Roots nella trasmissione televisiva Tonight Show Starring Jimmy Fallon. Il 16 ottobre 2017 fu oggetto di una traccia dissing del rapper ed ex-cestista Shaquille O'Neal, che critica Dapaah per chiamarsi appunto con lo pseudonimo Big Shaq.

## Video musicale
Big Shaq pubblicò il video musicale della canzone il 26 ottobre 2017. Il video conta numerosi cameo di varie personalità della musica, come Waka Flocka Flame, Lil Yachty, il collettivo rap olandese Broederliefde e DJ Khaled, che nel video definisce il personaggio di Big Shaq "leggendario".